# Disciples of Apocalypse
Os Disciples of Apocalypse (DOA) foram um grupo de wrestling profissional com temática de motoqueiros na World Wrestling Federation (WWF) no final dos anos 1990. O grupo se formou após a demissão de Crush e Savio Vega do grupo Nation of Domination em junho de 1997 e consistia em quatro membros principais: Crush, Chainz, Skull e 8-Ball.

## História
A DOA começou a se formar no episódio do Raw is War de 9 de junho de 1997, quando o líder da Nation of Domination, Faarooq, demitiu Savio Vega e Crush do grupo. Como resultado, Crush decidiu formar sueu próprio grupo com temática inspirada nos Hells Angels. O grupo era composto por Chainz, Skull e 8-Ball (estes dois últimos primos de Chainz na vida real). Eles foram introduzidos no episódio do Raw is War de 23 de junho de 1997 e iniciaram uma rivalidade com a nova Nation of Domination liderada por Faarooq e com os Los Boricuas liderados por Savio Vega.
Em novembro de 1997, Crush deixou o grupo e a WWF em protesto contra o Montreal Screwjob, acreditando que teria um futuro melhor na WCW. A WWF abordou a saída dizendo que Crush havia sido, em kayfabe, colocado fora de ação por Kane. O DOA continuou como um grupo, com Chainz assumindo a liderança. Com a saída de Crush, o DOA passou a se aliar de forma semi-regular com Ken Shamrock e Ahmed Johnson para enfrentar a Nation of Domination. Eles também entraram em rivalidade contra a Truth Commission e seu líder espiritual, The Jackyl.
Durante esse período, o DOA fazia suas entradas no ringue montados em motocicletas Titan personalizadas.
Com o tempo, Skull e 8-Ball passaram a se concentrar em sua carreira de duplas, deixando Chainz para competir como lutador individual. Em junho de 1998, Chainz teve sua última luta na empresa, em um episódio do Raw is War, onde perdeu para Val Venis. Após a saída de Chainz, Skull e 8-Ball continuaram como dupla usando o nome DOA. Eles entraram em uma rivalidade com o Legion of Doom e Droz, durante a qual o ex-gerente do Legion, Paul Ellering, virou contra seus antigos pupilos e se aliou ao DOA. No entanto, esse ângulo logo acabou, e o DOA entrou em uma breve rivalidade com o Southern Justice. Logo depois disso, Ellering foi espancado e demitido pela dupla, após uma discussão com os membros, e eles formaram uma aliança de curta duração com Brian Christopher e Scott Taylor, conhecida como Too Much na época. Sua última luta na WWF como dupla foi uma derrota para Ken Shamrock e Mankind em um house show em 14 de maio de 1999. Logo após essa luta, o DOA deixou a WWF no final de maio de 1999. Em seguida, tanto Skull quanto 8-Ball foram para a WCW.

## Títulos e prêmios
Wrestling Observer Newsletter
- Pior rivalidade do ano (1997) - vs. Los Boricuas